# Juan Santiago
Juan Santiago é um pequeno município da República Dominicana pertencente à província de Elías Piña.
Sua população estimada em 2012 era de 2 989 habitantes.

## História
Juan Santiago foi elevado à categoria de distrito municipal de Comendador pela lei 916 de 12 de agosto de 1978. Em seguida, foi elevado à categoria de município.

## Economia
A principal atividade econômica do município é a agricultura.